# 2004년 말레이시아 총선거
2004년 말레이시아 총선은 2004년 3월 21일에 열린 말레이시아의 총선거이다. 압둘라 아마드 바다위 정권 하에서 열린 첫 총선이었으며, 이 선거에서 바다위가 이끄는 통일말레이국민조직(UMNO)가 최다 의석을 장악, 재선에 성공하였다.